# Morning Heroes
Morning Heroes, Op. 32, è una sinfonia corale scritta nel 1930 dal compositore inglese Arthur Bliss. L'opera fu eseguita in anteprima al Norfolk & Norwich Festival il 22 ottobre 1930, con Basil Maine come narratore/oratore.

## Storia della composizione
Scritto all'indomani della prima guerra mondiale, nella quale aveva prestato servizio militare, Bliss scrisse la dedica come segue:
"Alla memoria di mio fratello Francis Kennard Bliss e di tutti gli altri compagni uccisi in battaglia"
Il lavoro è basato su vari poemi e poesie:
- Omero, Iliade, brani del libro VI (traduzione di W Leaf) e del libro XIX (traduzione di Chapman)
- Walt Whitman, "Drum Taps"
- Wilfred Owen, "Spring Offensive"
- Li Tai Po
- Robert Nichols, "Dawn on the Somme"

Gli estratti sono detti da un narratore e cantati da un grande coro. Accostando le dure immagini della guerra di trincea con gli eroi epici dell'Antica Grecia, i parallelismi che Bliss disegna sono essenzialmente romantici e l'opera nel suo insieme è stata criticata come piuttosto compiaciuta. Lo stesso Bliss affermò di aver sofferto di un incubo ripetuto per le sue esperienze di guerra e che la composizione di Morning Heroes ha contribuito a esorcizzarlo.

## Movimenti
Il lavoro si articola in cinque sezioni, nella struttura di un palindromo, con il primo movimento che funge da prologo, quindi movimenti veloci, lenti e veloci e il movimento finale che funge da epilogo. L'opera comprende i rispettivi testi:
- I: L'addio di Ettore ad Andromaca
- II: La città si sta armando
- III: Veglia - La fiamma del bivacco
- IV: Achille va in battaglia - Gli eroi
- V: Ora, trombettista, per la tua conclusione - Offensiva di primavera - Alba sulla Somme

## Incisioni
- Chandos: Samuel West, narratore; BBC Symphony; BBC Symphony Chorus; Sir Andrew Davis, direttore.
- EMI Classics: John Westbrook, speaker; Royal Liverpool Philharmonic Orchestra e Coro; Sir Charles Groves, direttore
- BBC Radio Classics: Richard Baker, speaker; BBC Symphony Chorus; BBC Symphony Orchestra; Sir Charles Groves, direttore[8]
- Cala: Brian Blessed, speaker; East London Chorus, Harlow Chorus, East Hertfordshire Chorus; London Philharmonic Orchestra; Michael Kibblewhite, direttore